# Albert Stimming
Albert Stimming (né le 17 décembre 1846 à Prenzlau - mort le 30 juin 1922 à Göttingen) est un philologue romaniste allemand et éditeur de textes médiévaux français et provençaux.

## Biographie
Après des études auprès d'Adolf Tobler à Berlin et auprès de Friedrich Christian Diez à Bonn, il enseigne dans les lycées de Berlin et Kiel à partir de 1870.
En 1873, il obtient son habilitation en philologie romane avec une édition de Jaufré Rudel. 
En 1876, il devient professeur extraordinaire  à l'Université de Kiel, puis professeur ordinaire en 1879l. Il enseigne à Göttingen à partir de 1892, et devient professeur émérite en 1921.
On lui doit, notamment, plusieurs éditions de la Beuve de Hanstone,.

## Ouvrages
- Der Troubadour Jaufre Rudel, sein Leben und seine Werke, Berlin, Hettler, 1873
- Bertran de Born, Sein Leben und seine Werke mit Amerkungen und Glossar, Halle, Niemeyer, 1879 (Romanische Bibliothek 8)
- Uber den provenzalischen Girart von Rossillon, ein Beitrag zur Entwickelungsgeschichte der Volksepen, Halle, Niemeyer, 1888
- Der anglo-normanische Boeve de Haumtone, Halle, Niemeyer, 1899 (Bibliotheca Normannica 7)
- Der festländische Bueve de Hantone, Fassung I, Fassung II (2vol.), Fassung III (2vol.), Dresden/Halle, Niemeyer, 1911-1920